# 莫伊塞斯·阿里马达斯·埃斯特万
莫伊塞斯·阿里马达斯·埃斯特万（西班牙語：Moisés Arrimadas Esteban，1936年—2020年9月30日），西班牙佛朗哥时期政治人物。

## 生平
1936年生于萨拉曼卡省萨尔莫拉尔。早年在萨拉曼卡的慈幼會的学校接受教育，后毕业于萨拉曼卡大学法律系，通过了国家公务员考试。1966年开始在加的斯省的住房部工作，1974年至1976年担任昆卡省民事总督兼省长，随后又在1976年至1978年担任阿尔瓦塞特省民事总督兼省长。2020年9月30日逝世。
他是伊内斯·阿里马达斯的伯父。